# Hugo Bolander
Hugo Isidor Bolander, född 25 december 1890 i Fuxerna församling, Älvsborgs län, död  24 februari 1976 i Västerleds församling, Stockholm, var en svensk filmproducent, regissör, skådespelare och manusförfattare.
Efter realskoleexamen i Uddevalla 1907, studier vid Chalmers i Göteborg och därefter vid Kungliga Dramatens Elevskola i Stockholm 1910–1912 blev Bolander engagerad vid Linderoths sällskap och Skådebanan 1912–1915, vid Allan Rydings sällskap 1916–1927, vid Nya- före detta Lilla Teatern i Stockholm 1927–1937 och anställd vid Svensk Filmindustri i Råsunda från 1937.
Han var från 1921 gift med skådespelaren Millan Jansson (1893–1985). De är gravsatta i Högalids kolumbarium i Stockholm.

## Filmografi

### Manus
- 1941 – Springpojkar är vi allihopa

### Som regissör
- 1942 – Tre glada tokar
- 1942 – Sexlingar
- 1943 – Prästen som slog knockout
- 1943 – Det spökar - det spökar ...
- 1945 – Jolanta, den gäckande suggan
- 1946 – 91:an Karlsson. "Hela Sveriges lilla beväringsman"
- 1947 – Stackars lilla Sven
- 1947 – 91:an Karlssons permis
- 1947 – Kronblom
- 1947 – Kronblom kommer till stan
- 1950 – Påhittiga Johansson

### Som producent
- 1952 – Flyg-Bom

### Som skådespelare
- 1936 – Alla tiders Karlsson
- 1937 – Pensionat Paradiset
- 1939 – Kadettkamrater
- 1940 – Juninatten
- 1940 – Stål
- 1946 – 91:an Karlsson. "Hela Sveriges lilla beväringsman"
- 1947 – 91:an Karlssons permis
- 1947 – Kronblom
- 1950 – Sånt händer inte här
- 1952 – Flyg-Bom

## Teater

### Roller
| År   | Roll                             | Produktion                                                                                  | Regi          | Teater                  |
| ---- | -------------------------------- | ------------------------------------------------------------------------------------------- | ------------- | ----------------------- |
| 1927 |                                  | Storkens vikarie (Baby Mine) Margaret Mayo                                                  | Hugo Bolander | Lilla Folkteatern       |
| 1927 |                                  | Paradiset Anders Asping                                                                     |               | Lilla Folkteatern       |
| 1928 | Rulle Johansson                  | Hennes partner Urban Orbi                                                                   | Hugo Bolander | Lilla Folkteatern       |
| 1928 | Henri Duval, kompositör          | Duvals skilsmässa (Les Surprises du divorce) Alexandre Bisson och Antony Mars               | Hugo Bolander | Lilla Folkteatern       |
| 1928 | Folke                            | Sol och vår Urban Orbi                                                                      | Hugo Bolander | Lilla Folkteatern       |
| 1929 | Nils Rudenbarr                   | Handen Åke Sundborg                                                                         | Hugo Bolander | Lilla Folkteatern       |
| 1929 | Åke Dag                          | Skrivmaskinsfröken Fredrik Lindholm                                                         | Hugo Bolander | Lilla Folkteatern       |
| 1929 | Peter Nilsson, biträde i en bank | Aldrig i livet Gustaf af Geijerstam                                                         | Hugo Bolander | Lilla Folkteatern       |
| 1929 | Signor Monti                     | Parsängarna (Twin Beds) Edward Salisbury Field och Margaret Mayo                            | Hugo Bolander | Lilla Folkteatern       |
| 1930 | Gotthard Frölén, bankdirektör    | Krasch Erik Lindorm                                                                         | Sigurd Wallén | Folkteatern             |
| 1930 | Philip Stanton                   | Barn på nytt (Some Baby!) Zellah Covington och Jules Simonson                               | Hugo Bolander | Lilla Teatern           |
| 1930 |                                  | Nattgreven av Monte Christo (Auch ich war ein Jüngling) Max Neal och Max Ferner             | Hugo Bolander | Lilla Teatern           |
| 1931 | Heinrich Plavius                 | Tillökning i familjen (Das Baby) Hans Stürm och Fritz Jakobstetter                          | Hugo Bolander | Lilla Teatern           |
| 1931 | Brian Cutler                     | Vissa saker och ting (Her First Affair) Merrill Rogers                                      | Hugo Bolander | Lilla Teatern           |
| 1931 | Billy Darling                    | Sängkamraten (Pettie Darling) Margaret Mayo                                                 | Hugo Bolander | Lilla Teatern           |
| 1932 | Doktor Bigland                   | Stackars John Anthony L. Ellis                                                              | Hugo Bolander | Lilla Teatern           |
| 1932 | Willy                            | Hustru mins familj (My Wife’s Family) Hal Stephens och Harry B. Linton                      | Hugo Bolander | Lilla Teatern           |
| 1932 | Jimmy Galsby                     | Gå och lägg dig, Tonny! (The Girl in the Limousine) Wilson Collison och Avery Hopwood       | Hugo Bolander | Lilla Teatern           |
| 1933 | Waldemar Berner                  | Hurra, en pojke (Hurra, ein Junge) Franz Arnold och Ernst Bach                              | Hugo Bolander | Lilla Teatern           |
| 1933 |                                  | Storkens vikarie (Baby Mine) Margaret Mayo                                                  | Hugo Bolander | Lilla Teatern           |
| 1933 | Emil Bröckner                    | Fröken Jutta från Calcutta (Die Familie Hannemann) Max Reimann och Otto Schwartz            | Hugo Bolander | Lilla Teatern           |
| 1933 | Bertil Hilmer                    | Älskarinna önskas Gunnar Malmberg                                                           | Hugo Bolander | Lilla Teatern           |
| 1933 |                                  | Parsängarna (Twin Beds) Edward Salisbury Field och Margaret Mayo                            | Hugo Bolander | Lilla Teatern           |
| 1934 |                                  | Allt för Marion (Alles für Marion!) Peter Hell                                              | Hugo Bolander | Lilla Teatern           |
| 1934 | Martin Palm                      | Tre jungfrur i ett harem A Gabelius                                                         |               | Lilla Teatern           |
| 1934 | Sebastian Pasquale               | En ungkarls moral (The Morals of Marcus Ordeyne) William Locke                              | Hugo Bolander | Lilla Teatern           |
| 1934 |                                  | Förbjuden frukt (Spalierobst) Jörg Ritzel                                                   | Hugo Bolander | Lilla Teatern           |
| 1935 | Carlo Benini                     | Gatungen (Scampolo) Dario Niccodemi                                                         | Hugo Bolander | Lilla Teatern           |
| 1935 | Erik Klädgren                    | Oss flickor emellan Urban Orbi                                                              | Hugo Bolander | Lilla Teatern           |
| 1935 | Geoffrey Kensington              | En tusan till flicka (Mädel von heute) Gustav Davis                                         | Hugo Bolander | Lilla Teatern           |
| 1935 | Derek                            | Sådant händer i de bästa familjer (In the Best of Families) Anita Hart och Maurice Braddell | Hugo Bolander | Lilla Teatern           |
| 1935 |                                  | I natt eller aldrig Urban Orbi                                                              |               | Lilla Teatern           |
| 1936 | Wilson Travers                   | Ungkarlsbruden (The Bride) Stuart Oliver och George M. Middleton                            | Hugo Bolander | Lilla Teatern           |
| 1936 |                                  | Barn på nytt (Some Baby!) Zellah Covington och Jules Simonson                               | Hugo Bolander | Lilla Teatern           |
| 1936 | Hanns Dietrich                   | Den farliga åldern Ludwig Hirschfeld                                                        | Hugo Bolander | Lilla Teatern           |
| 1937 | Clint                            | Ringdans, eller Kärlek i tungvikt (Is Zat So) James Gleason och Richard Taber               |               | Odeonteatern, Stockholm |

### Regi
| År   | Produktion                                                | Upphovsmän                                                                 | Teater            |
| ---- | --------------------------------------------------------- | -------------------------------------------------------------------------- | ----------------- |
| 1927 | Storkens vikarie Baby Mine                                | Margaret Mayo                                                              | Lilla Folkteatern |
| 1928 | Hennes partner                                            | Urban Orbi                                                                 | Lilla Folkteatern |
| 1928 | Duvals skilsmässa Les Surprises du divorce                | Alexandre Bisson och Antony Mars                                           | Lilla Folkteatern |
| 1928 | Sol och vår                                               | Urban Orbi                                                                 | Lilla Folkteatern |
| 1929 | Handen                                                    | Åke Sundborg                                                               | Lilla Folkteatern |
| 1929 | Skrivmaskinsfröken                                        | Fredrik Lindholm                                                           | Lilla Folkteatern |
| 1929 | Aldrig i livet                                            | Gustaf af Geijerstam                                                       | Lilla Folkteatern |
| 1929 | Parsängarna Twin Beds                                     | Edward Salisbury Field och Margaret Mayo                                   | Lilla Folkteatern |
| 1930 | Barn på nytt Some Baby!                                   | Zellah Covington och Jules Simonson Översättning Nalle Halldén             | Lilla Teatern     |
| 1930 | Nattgreven av Monte Christo Auch ich war ein Jüngling     | Max Neal och Max Ferner                                                    | Lilla Teatern     |
| 1931 | Tillökning i familjen Das Baby                            | Hans Stürm och Fritz Jakobstetter                                          | Lilla Teatern     |
| 1931 | Vissa saker och ting Her First Affair                     | Merrill Rogers                                                             | Lilla Teatern     |
| 1931 | Sängkamraten Pettie Darling                               | Margaret Mayo Översättning Ragnar Widestedt                                | Lilla Teatern     |
| 1932 | Stackars John                                             | Anthony L. Ellis                                                           | Lilla Teatern     |
| 1932 | Hustru mins familj My Wife’s Family                       | Hal Stephens och Harry B. Linton Översättning Nalle Halldén                | Lilla Teatern     |
| 1932 | Gå och lägg dig, Tonny! The Girl in the Limousine         | Wilson Collison och Avery Hopwood Översättning Nils Johannisson            | Lilla Teatern     |
| 1933 | Hurra, en pojke Hurra, ein Junge                          | Franz Arnold och Ernst Bach                                                | Lilla Teatern     |
| 1933 | Storkens vikarie Baby Mine                                | Margaret Mayo                                                              | Lilla Teatern     |
| 1933 | Fröken Jutta från Calcutta Die Familie Hannemann          | Max Reimann och Otto Schwartz                                              | Lilla Teatern     |
| 1933 | Älskarinna önskas                                         | Gunnar Malmberg                                                            | Lilla Teatern     |
| 1933 | Parsängarna Twin Beds                                     | Edward Salisbury Field och Margaret Mayo                                   | Lilla Teatern     |
| 1934 | Allt för Marion Alles für Marion!                         | Peter Hell Översättning Elsa Norrman                                       | Lilla Teatern     |
| 1934 | En ungkarls moral The Morals of Marcus Ordeyne            | William Locke Översättning Sven Nyblom                                     | Lilla Teatern     |
| 1934 | Förbjuden frukt Spalierobst                               | Jörg Ritzel Översättning Gunnar Malmberg                                   | Lilla Teatern     |
| 1935 | Gatungen Scampolo                                         | Dario Niccodemi Översättning Einar Fröberg                                 | Lilla Teatern     |
| 1935 | Oss flickor emellan                                       | Urban Orbi                                                                 | Lilla Teatern     |
| 1935 | En tusan till flicka Mädel von heute                      | Gustav Davis                                                               | Lilla Teatern     |
| 1935 | Sådant händer i de bästa familjer In the Best of Families | Anita Hart och Maurice Braddell Översättning Nalle Halldén och S.S. Wilson | Lilla Teatern     |
| 1936 | Ungkarlsbruden The Bride                                  | Stuart Oliver och George M. Middleton Översättning Ragnar Widestedt        | Lilla Teatern     |
| 1936 | Barn på nytt Some Baby!                                   | Zellah Covington och Jules Simonson                                        | Lilla Teatern     |
| 1936 | Den farliga åldern                                        | Ludwig Hirschfeld Översättning Nalle Halldén                               | Lilla Teatern     |

### Scenografi
| År   | Produktion                                                | Upphovsmän                                                                 | Regi          | Teater        | Noter                      |
| ---- | --------------------------------------------------------- | -------------------------------------------------------------------------- | ------------- | ------------- | -------------------------- |
| 1931 | Vissa saker och ting Her First Affair                     | Merrill Rogers                                                             | Hugo Bolander | Lilla Teatern |                            |
| 1932 | Stackars John                                             | Anthony L. Ellis                                                           | Hugo Bolander | Lilla Teatern |                            |
| 1932 | Hustru mins familj My Wife’s Family                       | Hal Stephens och Harry B. Linton Översättning Nalle Halldén                | Hugo Bolander | Lilla Teatern |                            |
| 1933 | Storkens vikarie Baby Mine                                | Margaret Mayo                                                              | Hugo Bolander | Lilla Teatern | Tillsammans med John Hilke |
| 1933 | En ungkarls moral The Morals of Marcus Ordeyne            | William Locke Översättning Sven Nyblom                                     | Hugo Bolander | Lilla Teatern | Tillsammans med John Hilke |
| 1935 | Gatungen Scampolo                                         | Dario Niccodemi Översättning Einar Fröberg                                 | Hugo Bolander | Lilla Teatern | Tillsammans med John Hilke |
| 1935 | Sådant händer i de bästa familjer In the Best of Families | Anita Hart och Maurice Braddell Översättning Nalle Halldén och S.S. Wilson | Hugo Bolander | Lilla Teatern | Tillsammans med John Hilke |
| 1936 | Ungkarlsbruden The Bride                                  | Stuart Oliver och George M. Middleton Översättning Ragnar Widestedt        | Hugo Bolander | Lilla Teatern | Tillsammans med John Hilke |